# Costus rumphianus
Costus rumphianus là một loài thực vật có hoa trong họ Costaceae. Loài này được Valeton ex K.Heyne mô tả khoa học đầu tiên năm 1927.